# Salme (Landgemeinde)
Salme ist eine ehemalige Landgemeinde im estnischen Kreis Saare mit einer Fläche von 115,07 km². Sie hatte 1249 Einwohner (Stand: 1. Januar 2009). 2017 fusionierten alle Gemeinden auf Saaremaa zur neuen Landgemeinde Saaremaa.
Salme lag im Südwesten der Insel Saaremaa. Neben dem gleichnamigen Hauptort Salme (Salme alevik) umfasste die Landgemeinde die Dörfer Anseküla, Easte, Hindu, Imara, Järve, Kaimri, Kaugatoma, Lahetaguse, Lassi, Lõmala, Lõu, Länga, Läätsa, Metsalõuka, Mõisaküla, Möldri, Rahuste, Suurna, Tehumardi, Tiirimetsa, Toomalõuka, Üüdibe, Ula und Vintri. Die Gemeinde umfasste den nördlichen Teil der Halbinsel Sõrve (deutsch Sworbe).
Die Landschaft auf der Halbinsel Sõrve (Gesamtlänge 32 km, größte Breite 10 km) ist für Naturliebhaber und Wandertouristen interessant. Auf Sõrve fanden 1944 verheerende Schlachten zwischen der deutschen Wehrmacht und der Roten Armee statt. Daran erinnern heute noch einige erhaltene militärische Bauten sowie ein sowjetisches Mahnmal aus dem Jahre 1967 am Strand bei Tehumardi, das der nächtlichen Schlacht von Tehumardi am späten Abend des 8. Oktobers 1944 gewidmet ist.
Bei Salme wurde ab 2008 die Wikingerschiffsgräber von Salme gefunden.

## Weblinks

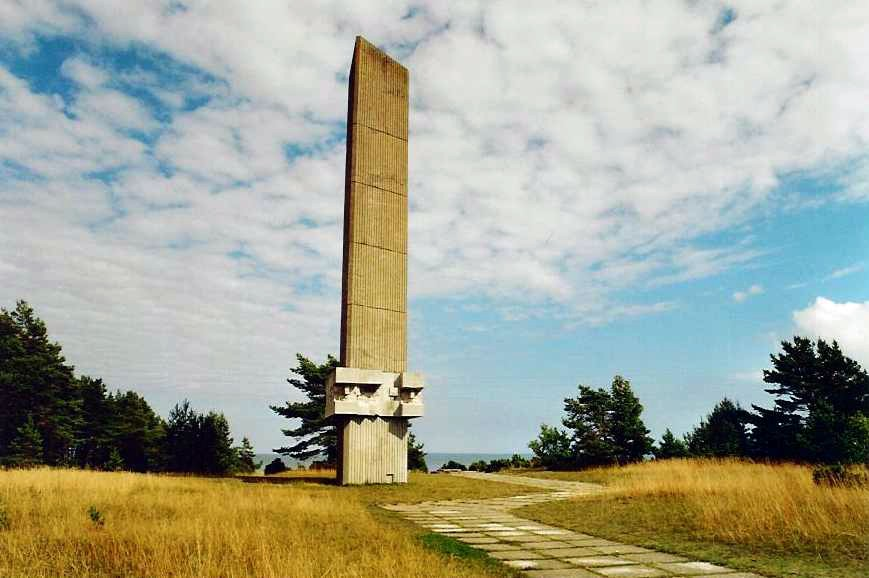
Sowjetisches Mahnmal bei Tehumardi